# Dragbox
O Dragbox (DRAGBOX) é um canal brasileiro do YouTube, com mais de 245 mil inscritos e 40.3 milhões de visualizações. Criado em 30 de março de 2019 pelo casal de Drag queens Thairone Cavalcanti e Eduardo Kunst, sob o nome de Tatá M. Shady e Olive Oil. O canal aborda temas ligados ao entretenimento, conhecimentos gerais, humor, cultura pop, LGBTQIAPN+ e a arte Drag queen.

## Histórico
O canal Dragbox é uma expressão vibrante da cultura pop e da arte Drag queen, criado pelo casal de Drag queens Thairone Cavalcanti e Eduardo Kunst, também conhecidos como Tatá M. Shady e Olive Oil, respectivamente. Eles começaram o canal em 30 de março de 2019, após se conhecerem em um aplicativo de relacionamento no início daquele ano.
Thairone Cavalcanti, natural da Paraíba, já era ativo no meio Drag em João Pessoa e trabalhava como professor de inglês antes de se dedicar integralmente ao canal. Eduardo Kunst, por sua vez, veio de Cuiabá para João Pessoa para estudar gastronomia e foi introduzido à arte Drag por Thairone, o que acabou se tornando uma paixão compartilhada.
Juntos, eles criam conteúdos que abordam temas variados, desde entretenimento e conhecimentos gerais até humor e questões relacionadas a comunidade LGBT, sempre com uma pitada de humor e espontaneidade que se tornou marca registrada do canal. O Dragbox se destacou com um vídeo viral sobre a metamorfose da borboleta e também com o espetáculo de stand-up "EAD com Dragbox Ao Vivo", apresentado no Teatro Gazeta em setembro de 2023¹.
Na vida pessoal, Thairone e Eduardo compartilham uma relação amorosa que transborda para o trabalho criativo que realizam juntos. Eles se dedicam exclusivamente ao Dragbox, buscando sempre se reinventar e corresponder às expectativas do público com uma variedade de conteúdos que mantêm o canal dinâmico e interessante. Com mais de 245 mil inscritos e 40.3 milhões de visualizações, o Dragbox continua a influenciar positivamente a comunidade com seu conteúdo diversificado e inclusivo.

#### StandupEAD com Dragbox ao Vivo
Em 14 de setembro de 2023, o Dragbox se apresentou no Teatro Gazeta com o espetáculo de stand up derivado de um quadro do canal, "EAD com Dragbox Ao Vivo". O espetáculo contou com a participação dos membros do canal Diva Depressão e Lorely Fox.

Em Julho de 2024, O Dragbox tornou-se parte da DiaTV com o programa "Escolinha do Dragbox". Em 2025, com a grade reformulada, apresentando os quadros "Dragbox na Cozinha" e "EAD Com Dragbox".